# Вудлон (Північна Кароліна)
Вудлон (англ. Woodlawn) — переписна місцевість (CDP) в США, в окрузі Аламанс штату Північна Кароліна. Населення — 912 особи (2020).

## Географія
Вудлон розташований за координатами 36°6′57″ пн. ш. 79°17′19″ зх. д. / 36.11583° пн. ш. 79.28861° зх. д. (36.115778, -79.288678).  За даними Бюро перепису населення США в 2010 році переписна місцевість мала площу 9,53 км², з яких 8,90 км² — суходіл та 0,63 км² — водойми.

## Демографія
Згідно з переписом 2010 року, у переписній місцевості мешкало 900 осіб у 361 домогосподарстві у складі 280 родин. Густота населення становила 94 особи/км².  Було 385 помешкань (40/км²).
Расовий склад населення:
| - 75,0 % — білих - 18,6 % — чорних або афроамериканців - 0,8 % — корінних американців - 0,3 % — азіатів - 2,9 % — осіб інших рас |

До двох чи більше рас належало 2,4 %. Частка іспаномовних становила 4,2 % від усіх жителів.
За віковим діапазоном населення розподілялося таким чином: 22,1 % — особи молодші 18 років, 61,9 % — особи у віці 18—64 років, 16,0 % — особи у віці 65 років та старші. Медіана віку мешканця становила 44,8 року. На 100 осіб жіночої статі у переписній місцевості припадало 92,7 чоловіків;  на 100 жінок у віці від 18 років та старших — 94,7 чоловіків також старших 18 років.
Середній дохід на одне домашнє господарство  становив 78 251 долар США (медіана — 80 060), а середній дохід на одну сім'ю — 88 643 долари (медіана — 97 708). За межею бідності перебувало 6,2 % осіб, у тому числі 8,6 % дітей у віці до 18 років та 0,0 % осіб у віці 65 років та старших.
Цивільне працевлаштоване населення становило 419 осіб. Основні галузі зайнятості: освіта, охорона здоров'я та соціальна допомога — 34,4 %, мистецтво, розваги та відпочинок — 15,3 %, виробництво — 12,9 %.